# Most císaře Františka I.
Most císaře Františka I. (ve své původní podobě zvaný také řetězový most) byl (po Karlovu mostu) druhý pražský most přes Vltavu. Most v letech 1841–1898 spojoval Národní třídu (v 19. století nesla název Nové aleje) přes Střelecký ostrov s Újezdem a Malou Stranou. V letech 1898–1901 byl nahrazen novým kamenným mostem a v roce 1919 se jméno stavby změnilo na most Legií.

## Stavební vývoj

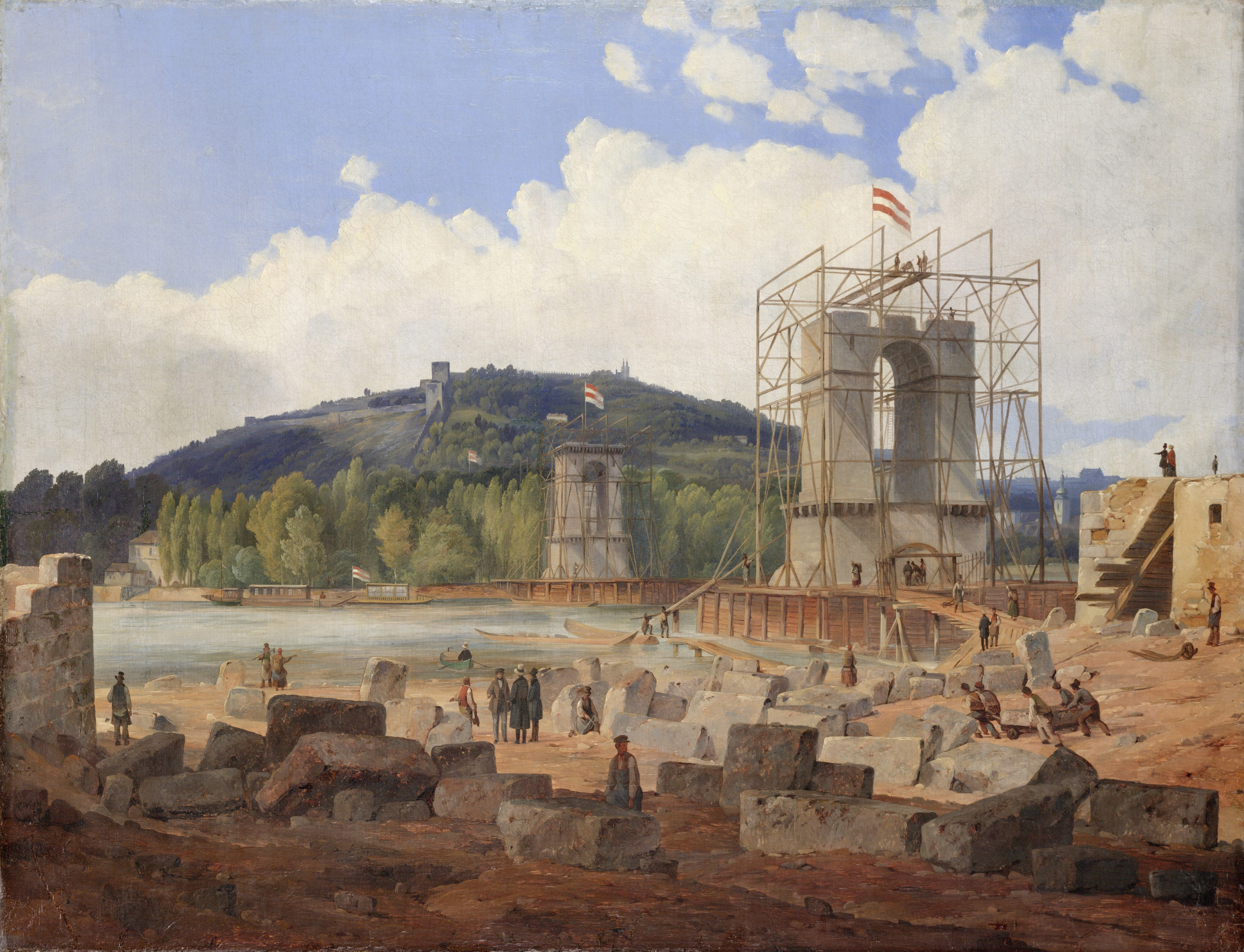
Karel Würbs: Stavba řetězového mostu v Praze (1840)

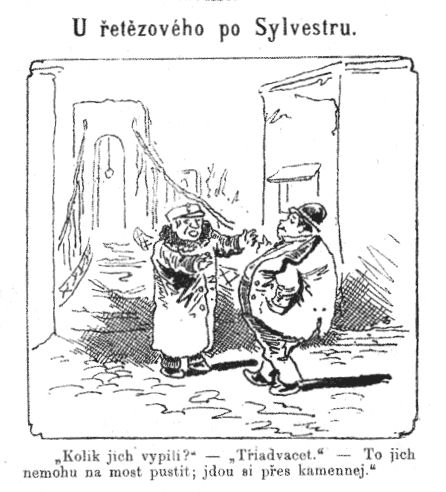
Satirická kresba, Humoristické listy, 1884. Text: U řetězového po Sylvestru. – „Kolik jich vypili?“ – „Třiadvacet.“ – „To jich nemohu na most pustit; jdou si přes kamennej.“

Nový pražský most přes Vltavu chtěl už v roce 1803 postavit nejvyšší purkrabí Jan Rudolf Chotek a František Antonín Kolovrat. V roce 1825 František Josef Gerstner prosadil myšlenku mostu litinového. V roce 1826 se ujal agendy mostu Karel Chotek.
Původní řetězový most byl postaven v letech 1839–1841 (jako druhý trvalý most přes Vltavu). Autorem projektu byl c. k. inženýr Bedřich Schnirch. Stavbu provedl podnik Vojtěcha Lanny staršího.
Celková délka mostu byla 412,74 m, šířka mezi zábradlím 9 m (z toho vozovka 6 m). Dvě totožné poloviny mostu byly spojeny mohutným zděným pilířem na Střeleckém ostrově. Každý z obou dílů měl dvě věže, na nichž spočívala ve výši 10,5 m nad vozovkou ložiska mostních řetězů. Rozpětí středního pole činilo 132 m, u krajních polí po 33,3 m. Řetězy měly 3,16 m dlouhé články z obdélníkových želez. Byly umístěny v rovinách mostního zábradlí ve skupinách po čtyřech a příčníky mostovky byly zavěšovány střídavě na horní a spodní dvojici řetězů. Celá mostovka byla z měkkého dřeva.
K první zatěžovací zkoušce mostu došlo 2. listopadu 1841 v 10.00 hod., kdy bylo přes most hnáno 150 kusů skotu. Druhá zkouška proběhla o den později, kdy na most vjelo osmispřeží s kočárem o váze 330 vídeňských centů, dvě šestispřeží o váze 200 vídeňských centů, tři čtyřspřeží po 150 centech a dvě dvojspřeží po 50 centech (1 vídeňský cent = 56,006 kg).
Most byl monumentální stavbou, která přispěla k rozvoji Prahy a zejména Smíchova. Jeho problémem však byla nedostatečná nosnost. V roce 1857 se při přepravě obzvlášť těžkého vozu z Ringhofferovy továrny most velmi prohnul a rozhoupal. Od té doby byly těžké transporty vedeny přes Karlův most, a to až do roku 1872, kdy začal sloužit železniční vyšehradský most.
Konstrukce mostu také nedovolila instalaci kolejí tramvajové dráhy, a vozy tehdy ještě koňské dráhy tak končily na obou stranách mostu, cestující jej museli přecházet pěšky.
Povrch vozovky byl neudržovaný a problematický, jak popsal například Ignát Herrmann: Ze všeho nejprotivnější byl mu most řetězový, se svojí oslizlou kluzkou podlahou, v podzimu praskající a vrzající za mrazů, s věčným řezavým větrem, který ze všech stran fičí...
Roku 1898 byl provoz na mostě ukončen a převeden na dřevěné provizorium. V letech 1898–1901 pak byl postaven nový kamenný most, který dnes nese název most Legií. Segmenty dřevěného provizoria byly znovu použity v místě dnešního Libeňského mostu, kde sloužily až do svého nahrazení nynějším betonovým mostem.